# Rivière du Loup (Mauricie)
Pour les articles homonymes, voir Rivière du Loup.
La rivière du Loup est un cours d'eau situé sur la rive nord du lac Saint-Pierre au Québec (Canada). Elle prend sa source dans la réserve faunique Mastigouche.

## Toponymie
Samuel de Champlain baptisa cette rivière du nom de rivière Sainte-Suzanne en 1609. Les Amérindiens de l'époque la nommait Abamasic (rivière Croche) du fait de son cours tortueux. Quant au nom « Rivière du Loup », il proviendrait de la traduction d'un autre nom amérindien, Mahigan Sipi. « Rivière du Loup »  apparut lors de la concession de la seigneurie en 1665. Quant à l'origine de cette appellation, certains avancent que les phoques remontaient autrefois le fleuve jusqu'à cette rivière. D'autres prétendent qu'il s'agit du nom d'une tribu amérindienne. Finalement il pourrait évoquer seulement la présence plus importante dans la région de loups.

## Géographie

### Cours
Le cours de la rivière commence à une altitude de 520 m dans la réserve faunique Mastigouche située dans les Laurentides. Au début de son parcours, la rivière traverse successivement les cantons d'Allard, de Chapleau, de Désaulniers et de Belleau. Puis, la rivière traverse successivement les municipalités de Saint-Alexis-des-Monts, de Saint-Paulin, de Sainte-Angèle-de-Prémont, de Saint-Léon-le-Grand et de Louiseville.
La rivière coule en direction sud sur une distance de 137 km jusqu'à Louiseville où elle se jette dans le lac Saint-Pierre.

### Hydrologie
Son bassin versant a une superficie de 1 610 km2. Le débit moyen à Saint-Paulin est de 26 m3/s. Les principaux affluents de la rivière sont, d'amont en aval, la rivière des Îles, le ruisseau des Pins Rouges, la rivière à l'Eau Claire, la rivière Sacacomie, la rivière aux Écorces, la rivière Saint-Louis, la rivière Chacoura et la Petite rivière du Loup. Le bassin comprend 1 308 lacs de plus de 20 m2. Les lacs les plus importants du bassin sont le lac Sacacomie (9,5 km2), le lac au Sorcier (8,7 km2), le lac à l'Eau Claire (7,5 km2), le Grand lac des Îles (5,7 km2) et le lac Sans Bout (3,3 km2).

### Géologie
Les Laurentides couvrent 87 % du bassin de la rivière du Loup. Situées à l'amont du bassin, elles font partie de la province de Grenville du Bouclier canadien et sont composées de roches ignées et métamorphiques qui datent du Précambrien. L'aval du bassin fait partie de la plate-forme du Saint-Laurent qui est composée de roches sédimentaires.
Quant aux dépôts de surface du Quaternaire, ils sont composés en majorité au sud de Saint-Alexis-des-Monts de dépôts marins provenant de la régression de la mer de Champlain. À l'extrême sud du bassin, le sol est composé d'alluvions fluviatiles récentes. Au nord de Saint-Alexis, le sol est composé de till plus ou moins épais provenant du retrait des glaciers.

### Population
Le bassin est habité par 15 500 personnes. Environ la moitié de cette population vit à Louiseville, la seule ville du bassin.

## Milieu naturel
Le bassin de la rivière du Loup comporte deux zones de végétation. Le sud fait partie de l'érablière à tilleul et est dominé par l'érable à sucre (Acer saccharum), le noyer cendré (Juglans cinerea), le tilleul d'Amérique (Tilia americana) et le frêne d'Amérique (Fraxinus americana). Le nord du bassin fait partie quant à lui de la zone de l'érablière à bouleau jaune et est dominé par l'érable à sucre, le bouleau jaune (Betula alleghaniensis), le hêtre à grandes feuilles (Fagus grandifolia) le chêne rouge (Quercus rubra) et la pruche du Canada (Tsuga canadensis).
Les grands mammifères que l'on retrouve dans le bassin hydrographique sont l'orignal (Alces alces), l'ours noir (Ursus americanus), le loup de l'Est (Canis lycaon), le lynx du Canada (Lynx canadensis), le cerf de virginie (Odocoileus virginianus) et le coyote (Canis latrans). La petite faune comprend le lièvre d'Amérique (Lepus americanus), le porc-épic d'Amérique (Erethizon dorsatum ), la marmotte commune (Marmota monax), le raton laveur (Procyon lotor), le rat musqué (Ondatra zibethicus), le renard roux (Vulpes vulpes), le castor du Canada (Castor canadensis), l'écureuil gris (Sciurus carolinensis) et le tamia rayé (Tamias striatus).
Les principales espèces de poisson de la rivière sont l'omble de fontaine (Salvelinus fontinalis), le doré jaune (Sander vitreus), le grand brochet (Esox lucius), l'achigan à petite bouche (Micropterus dolomieu) et la perchaude (Perca flavescens). Dans le sud du bassin, on retrouve une plus grande variété d'espèces dont le meunier noir (Catostomus commersonii), la barbotte brune (Ameiurus nebulosus) et l'anguille d'Amérique (Anguilla rostrata). Quant au nord du bassin, on y retrouve des espèces plus rares comme le touladi (Salvelinus namaycush), la ouananiche (Salmo salar subsp. ouananiche), l'omble chevalier (Salvelinus alpinus) et l'éperlan arc-en-ciel (Osmerus mordax).

## Histoire
C'est en 1702 que la colonisation du bassin a commencé avec la fondation de Yamachiche. En 1722, les Ursulines firent l'acquisition de la seigneurie de Rivière-du-Loup. Les autres villages du bassin furent créés au cours du XIXe siècle jusqu'à l'établissement de Saint-Alexis-des-Monts en 1871.